# Cardanus (cràter)
Cardanus és un cràter d'impacte que s'hi troba a la part occidental de la Lluna, a la part occidental de l'Oceanus Procellarum. Per la seva ubicació, el cràter apareix molt ovalat a causa de l'escorç, i s'hi veu gairebé de costat.

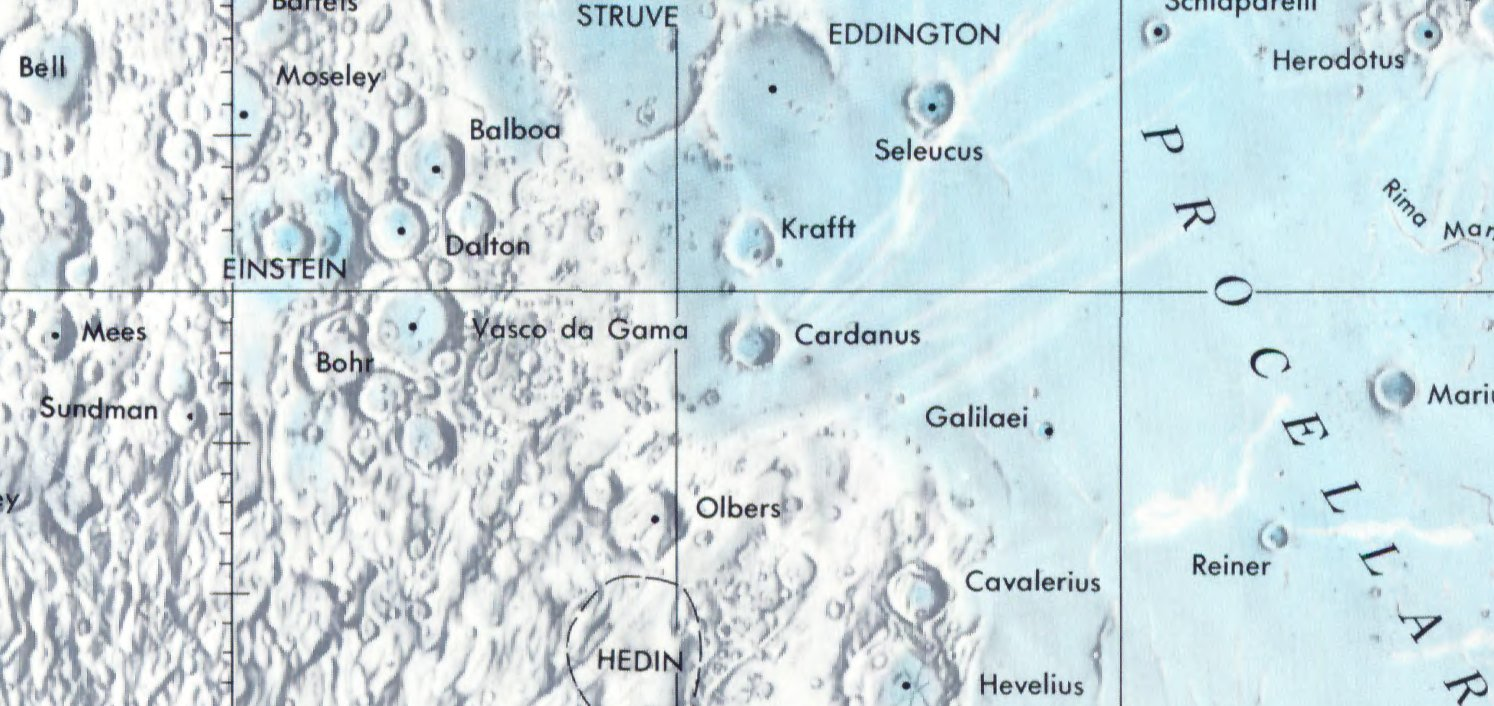
Localització de Cardanus (centre de la imatge)

Cardanus es distingeix per la cadena de cràters, designada Catena Krafft, que connecten la seua vora nord amb el cràter Krafft cap al nord. La vora externa és afilada i una miqueta irregular, amb una muralla exterior ondada i terraplenada al llarg d'alguns trams de la paret interior. El sòl del cràter té diversos cràters petits en tota la seva superfície, i presenta una cresta baixa prop del punt central. La superfície del sòl és una mica irregular al sud-oest, però gairebé sense trets en altres llocs.
Al sud-oest se situa la Rima Cardanus, una esquerda en el mare que segueix en conjunt l'adreça nord-est. Cap al sud-est, més enllà del canal lunar, s'hi troba el petit cràter Galilaei. Al sud-oest de Cardanus s'hi troba Olbers.

## Cràters satèl·lit

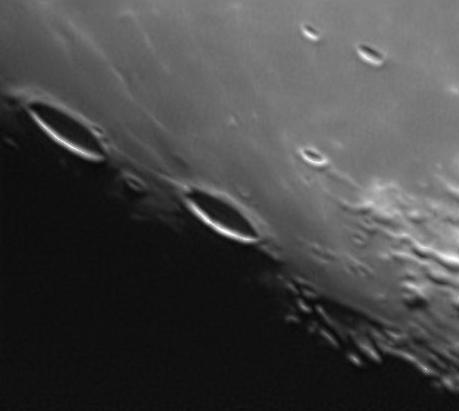
Cardanus (centre) i Krafft (esquerra) prop del terminador, tal com s'hi veu des de la Terra. També és visible la Rima Cardanus entre ells i el cràter Galilaei més enllà.

Per convenció aquests elements són identificats en els mapes lunars posant la lletra en el costat del punt central del cràter que està més prop de Cardanus.
|          | \| Cardanus \| Coordenades \| Diàmetre \| \| -------- \| ------------------------------------ \| -------- \| \| B \| 11° 24′ N, 73° 48′ O / 11.4°N,73.8°O \| 13 km \| \| C \| 11° 18′ N, 76° 12′ O / 11.3°N,76.2°O \| 14 km \| \| E \| 12° 42′ N, 70° 42′ O / 12.7°N,70.7°O \| 6 km \| \| G \| 11° 30′ N, 74° 54′ O / 11.5°N,74.9°O \| 8 km \| \| K \| 14° 12′ N, 76° 48′ O / 14.2°N,76.8°O \| 8 km \| \| M \| 14° 54′ N, 77° 06′ O / 14.9°N,77.1°O \| 9 km \| \| R \| 12° 18′ N, 73° 24′ O / 12.3°N,73.4°O \| 21 km \| |          |
| Cardanus | Coordenades | Diàmetre |
| B        | 11° 24′ N, 73° 48′ O / 11.4°N,73.8°O | 13 km    |
| C        | 11° 18′ N, 76° 12′ O / 11.3°N,76.2°O | 14 km    |
| E        | 12° 42′ N, 70° 42′ O / 12.7°N,70.7°O | 6 km     |
| G        | 11° 30′ N, 74° 54′ O / 11.5°N,74.9°O | 8 km     |
| K        | 14° 12′ N, 76° 48′ O / 14.2°N,76.8°O | 8 km     |
| M        | 14° 54′ N, 77° 06′ O / 14.9°N,77.1°O | 9 km     |
| R        | 12° 18′ N, 73° 24′ O / 12.3°N,73.4°O | 21 km    |

## Altres referències
- (WGPSN), IAU Working Group for Planetary System Nomenclature. «Gazetteer of Planetary Nomenclature. 1:1 Million-Scale Maps of the Moon» (en anglès).  UAI / USGS, 13-02-2013. [Consulta: 6 abril 2016].
- Andersson, L. E.; Whitaker, E. A.,. NASA Catalogue of Lunar Nomenclature (en anglès).  NASA RP-1097, 1982.
- Blue, Jennifer. «Gazetteer of Planetary Nomenclature» (en anglès).  USGS, 25-07-2007. [Consulta: 2 gener 2012].
- Bussey, B.; Spudis, P.. The Clementine Atlas of the Moon (en anglès).  Nueva York: Cambridge University Press, 2004. ISBN 0-521-81528-2.
- Cocks, Elijah E.; Cocks, Josiah C.. Who's Who on the Moon: A Biographical Dictionary of Lunar Nomenclature (en anglès).  Tudor Publishers, 1995. ISBN 0-936389-27-3.
- McDowell, Jonathan. «Lunar Nomenclature» (en anglès).   Jonathan's Space Report, 15-07-2007. [Consulta: 2 gener 2012].
- Menzel, D. H.; Minnaert, M.; Levin, B.; Dollfus, A.; Bell, B. «Report on Lunar Nomenclature by The Working Group of Commission 17 of the IAU» (en anglès). Space Science Reviews, 12, 1971, pàg. 136.
- Moore, Patrick. On the Moon (en anglès).  Sterling Publishing Co, 2001. ISBN 0-304-35469-4.
- Price, Fred W. The Moon Observer's Handbook (en anglès).  Cambridge University Press, 1988. ISBN 0521335000.
- Rükl, Antonín. Atlas of the Moon (en anglès).  Kalmbach Books, 1990. ISBN 0-913135-17-8.
- Webb, Rev. T. W.. Celestial Objects for Common Telescopes, 6ª edición revisada (en anglès).  Dover, 1962. ISBN 0-486-20917-2.
- Whitaker, Ewen A. Mapping and Naming the Moon (en anglès).  Cambridge University Press, 2003. 978-0-521-54414-6.
- Wlasuk, Peter T. Observing the Moon (en anglès).  Springer, 2000. ISBN 1-85233-193-3.